# Miskolci Jégcsarnok
A Miskolci Jégcsarnok egy többcélú fedett aréna Miskolcon, Magyarországon. Elsősorban jeges sportolásra használják, és a magyar élvonalbeli jégkorongklub, a DVTK Jegesmedvék hazai arénája.

## Előzmények
1977 augusztusában kezdték építeni és 1978. október 29-én adták át Miskolcon a nyitott, világítással rendelkező jégkorongpályát. A beruházás 20 millió forintba került. 2000-ben 100 millió forint értékben felújítottak a létesítményt.
2003 májusában Orosz Lajos alpolgármester bejelentette, hogy júniusban a városi közgyűlés elé terjesztik egy 1200 fős jégcsarnok építésének szándékát. A két lehetséges helyszín közül -Diósgyőr illetve a Népkert- az utóbbit választották. A beruházás becsült értéke ekkor nettó 510 millió forint volt. Szeptemberben a város ás a sportminisztérium egy elvi megállapodást kötött, ami szerint az ekkor nettó 600 milliósra kalkulált beruházást a felek fele-fele arányban finanszírozzák. Decemberben nyilvánosságra került, hogy a műemlékvédelem a munkák megkezdése előtt az önkormányzatot saját költségén ásatásra kötelezte. Mivel ez megnövelte volna a költségeket és az építkezés idejét, ezért a városvezetés a jégcsarnok helyszínét Diósgyőrbe tette át.
2004 májusában Orosz a Miskolci Jegesmedvék csapatával közölte, hogy abban az évben biztos nem épül fedett jégcsarnok. Ennek okaként azt jelölte meg, hogy a minisztériumi részvételről még nincs aláírt szerződés, valamint időközben megváltozott a közbeszerzési eljárás, és az áfatörvény is. A nyár elején a város elállt a diósgyőri helyszíntől, mivel csak az infrastruktúra szükséges fejlesztése további 3-400 millió forintba került volna. A magyar jégkorongbajnokság első osztályában kötelezővé vált a mérkőzések fedettpályas rendezése. Ezért tervben volt a meglévő pálya sátras borítása is, de végül a Magyar Jégkorong Szövetség a következő szezonra engedélyezte a nyitott miskolci pálya használatát. Decemberben a képviselőtestület megszavazta a jégcsarnokkal kapcsolatos előterjesztést, ami szerint 2005 októberéig elkészül e beruházás, 610 millió forint értékben.
2005 elején kiírták a pályázatot a befedés terveire. Ekkor az építkezés augusztusi kezdésével és év végi befejezésével számoltak. Márciusban, a beérkezett három pályamunka értékelése után kiderült, hogy egyik sem felel meg minden kritériumnak, ezért egy újabb, meghívásos pályázatot írtak ki. A hónap végén megszületett a döntés, melyben Rostás László és építészcsoportja, az Arc Építész Kft. terve lett a győztes. Májusban a Nemzetközi Jégkorongszövetség Miskolcnak adta a 2006-os U18-as divízió I-es vb rendezésének lehetőségét.
Augusztus végén a kivitelező, az FK Raszter Rt. átvette a munkaterületet. 2006 március 27-én megkezdődött a műszaki átadás. A csarnokban 1304 ülőhely (10 szektor) és hat öltöző készült. Az építési költség 1,1 milliárd forint lett, amit teljes egészében Miskolc városa biztosított. A mennyezetre szerelt világítási rendszer 1200-1400 Lux teljesítményre képes, ami alkalmassá teszi az arénát televíziós közvetítésre.
A jégcsarnok április 2-án egy show-esttel nyílt meg a nagyközönség előtt, ahol többek között Sebestyén Júlia miskolci születésű Európa-bajnok műkorcsolyázó és a helyi szinkronkorcsolyázó klub is fellépett. Április 3. és április 9. között az aréna adott otthont a 2006-os IIHF U18-as világbajnokság I. osztályának.

## Események
- 2006-os U18-as jégkorong világbajnokság divízió I.
- 2006-os magyar jégkorongkupa döntő
- 2007-es U18-as jégkorong világbajnokság divízió II/A.
- 2008-as női jégkorong világbajnokság divízió III.
- 2011-es magyar jégkorongkupa döntő
- 2013-as magyar jégkorongkupa döntő
- 2014-es IIHF U20-as világbajnokság divízió II/A.
- 2016-os női U18-as jégkorong világbajnokság divízió I.
- 2018-as magyar jégkorongkupa döntő
- 2020-as magyar jégkorongkupa döntő

## Megközelíthetőség
Közösségi közlekedéssel:
Népkert megállóhely:  2, 12, 14, 14Y, 22, 28, 34, 35, 35R, 43, 44, 280

## Fordítás
Ez a szócikk részben vagy egészben  a   Miskolc Ice Hall című angol Wikipédia-szócikk fordításán alapul.  Az eredeti cikk szerkesztőit annak laptörténete sorolja fel. Ez a jelzés csupán a megfogalmazás eredetét és a szerzői jogokat jelzi, nem szolgál a cikkben szereplő információk forrásmegjelöléseként.